# Intolerancia al ejercicio
La intolerancia al ejercicio es una condición en la cual una persona es incapaz de realizar ejercicio físico a una intensidad o duración que no debería ser problema para alguien en su condición general. También incluye a aquellos que experimentan dolores o molestias post-ejercicio inusualmente severos, fatiga, u otros efectos negativos. La intolerancia al ejercicio es ya considerada una enfermedad, con propuesta de nombre "Enfermedad sistémica de intolerancia al esfuerzo", entendiendo como esfuerzo, el físico, intelectual, y emocional.
Debido a que existen muchas razones específicas por las cuales se puede inhibir la capacidad de realizar ejercicio físico, el término intolerancia al ejercicio resulta bastante ambiguo. Por ejemplo, una persona puede experimentar una falta de aliento inusual (disnea), dolor muscular (mialgia), o debilidad mientras se está ejercitando, o incluso después del ejercicio, experimentar una severa migraña, náuseas, mareos o fatiga extrema. En la mayor parte de los casos, la razón específica por la cual el ejercicio no es tolerado es muy significativa cuando se está tratando de aislar la causa en términos de una enfermedad concreta.

## Etiología
La intolerancia al ejercicio es una condición encontrada principalmente en desórdenes cardiorrespiratorios. También resulta un síntoma común en el síndrome de fatiga crónica. Varias condiciones cardíacas tales como la arritmia o una insuficiencia de válvula aórtica, si es lo suficientemente severa, pueden causar problemas tales como falta de aliento y/o intolerancia al ejercicio. 
Las personas con un dolor agudo de espalda como resultado de una lesión o con dolor de espalda crónico (por ejemplo a causa de una enfermedad degenerativa) pueden también experimentar limitaciones al ejercicio debido a espasmos musculares o a un movimiento limitado de la columna vertebral. 
La sobreejercitación y la anemia no diagnosticada también pueden causar intolerancia.
La intolerancia al ejercicio puede resultar de mutaciones en el complejo III, un complejo formado por la coenzima Q10 (ubiquinol) y varias proteínas. La depleción de ubiquinol causadas por el consumo de estatinas, también puede conducir a fatiga muscular o en algunos casos a intolerancia al ejercicio.

## Contraindicación de ejercicio físico
Existen ciertas enfermedades, donde el ejercicio físico y en particular la rehabilitación, puede estar contraindicado. Entre estas condiciones se incluye:
- Fallo cardíaco descompensado
- Infarto de miocardio reciente
- Cardiomiopatía hipertrófica, o cardiomiopatía como resultado de una miocarditis reciente
- Miocarditis o pericarditis activa o sospechada
- Una baja fracción de ejección ventricular izquierda
- Estenosis aórtica severa
- Isquemia inestable
- Arritmia inestable
- Pulso irregular o en reposo mayor que 100 bpm
- Presión sistólica en reposo >200 mm Hg o presión diastólica en reposo >>  mm Hg
- Hipertensión pulmonar severa
- Síndrome de fatiga crónica
- Aneurisma disecante conocido o sospechado
- Embolismo pulmonar o sistémico reciente
- Neumotórax y hemoptisis
- Tromboflebitis

## Tratamiento
La clave consiste en curar la enfermedad causal, o al menos mitigar las lesiones, para que el paciente pueda realizar actividad física.
La fisioterapia pasiva puede, en algunos casos, ser una alternativa para aquellos pacientes que no pueden llevar a cabo la ejercitación por sí mismos.